# Valiha perrieri
Valiha perrieri är en gräsart som först beskrevs av Aimée Antoinette Camus, och fick sitt nu gällande namn av Soejatmi Dransfield. Valiha perrieri ingår i släktet Valiha och familjen gräs. Inga underarter finns listade i Catalogue of Life.